# Nouâtre
Nouâtre település Franciaországban, Indre-et-Loire megyében. Lakosainak száma 798 fő (2022. január 1.). Nouâtre La Celle-Saint-Avant, Maillé, Marcilly-sur-Vienne, Ports-sur-Vienne, Pouzay és Port-de-Piles községekkel határos.

## Népesség
A település népességének változása:
| Lakosok száma | 1001 | 860  | 833  | 769  | 847  | 822  | 823  | 812  | 809  | 798  |
|               | 1968 | 1982 | 1990 | 2006 | 2013 | 2015 | 2017 | 2019 | 2020 | 2022 |